# André Oosterlinck
André Oosterlinck (* 14. August 1946 in Kalken (Teilgemeinde von Laarne)) ist ein belgischer Ingenieur, Professor und ehemaliger Rektor der Katholieke Universiteit Leuven.
Oosterlinck studierte zunächst Ingenieurwissenschaften (Industrieel Ingenieur) an der Katholieke Hogeschool Sint-Lieven, arbeitete anschließend kurz bei Siemens, bevor er 1972 sein Ingenieursstudium (Burgerlijk Ingenieur) an der Katholieke Universiteit Leuven fortsetzte.
Er wurde zum Professor an der Fakultät Ingenieurwissenschaften in der Abteilung Elektrotechnik ernannt, wo er im Bereich des maschinellen Sehens forschte. In dieser Branche wurde er 1982 zum Mitgründer der Firma ICOS und 1991 der Firma Easics.
1995 wurde er zum Rektor der Katholieke Universiteit Leuven gewählt und behielt diese Position für die Maximalzeit von 10 Jahren. 2004 wurde er durch König Albert II. von Belgien zum Baron ernannt – eine Auszeichnung, die bereits mehrere Direktoren der Universität Löwen erhalten hatten. 2005 erhielt er den Titel eines Ehrenbürgers von Löwen.
Während seiner Rektoratszeit setzte er sich vor allem für das Knüpfen von Netzwerken mit anderen Forschungseinrichtungen, so wie IMEC, der Université Catholique de Louvain und der Universität Cambridge ein.
Heute ist er Vorsitzender der Associatie K.U.Leuven, eines Netzwerks von universitären Einrichtungen, das sich für eine starke Position in der flämischen und europäischen Universitätslandschaft einsetzt.